# ヨーロッパの祖母
ヨーロッパの祖母（ヨーロッパのそぼ、英語：Grandmother of Europe）は、
1. アリエノール・ダキテーヌ（1122年 - 1204年） - フランス王妃、ついでイングランド王妃
2. マリア・テレジア（1717年 - 1780年） - 神聖ローマ皇后、ハンガリー女王、ボヘミア女王ほか
3. ヴィクトリア女王（1819年 - 1901年） - 英国女王ほか

などを指す呼称。

## アリエノール・ダキテーヌ

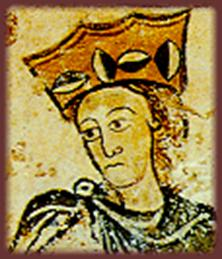
アリエノール・ダキテーヌ

アリエノールはイングランド王、エルサレム王、フランス王、神聖ローマ皇帝、ナバラ王という豪華な子孫たちを持った。もともと南フランスのポワティエの女相続人で、フランス王家よりも富裕であり王妃になるのは当然だったが、端正ではあっても信心深く控えめだったルイ7世とは離婚、イングランド王位継承権を持つ11歳年下のヘンリー2世と再婚した。
しかし、やがて夫に愛人ができ別居、ヘンリー2世は母親に似た息子達と対立を深め、親子戦争の果てにリチャード獅子心王が王位を継いだ。

### アリエノール・ダキテーヌの子女
フランス王ルイ7世との間の子女として2女がいる（夭折は除く）。
1. マリー（1145年 - 1198年） - シャンパーニュ伯アンリ1世妃
2. アリックス（1150年 - 1183年） - ブロワ伯ティボー5世妃

イングランド王ヘンリー2世との間の子女として4男3女がいる（夭折は除く）。
1. ヘンリー（1155年 - 1183年） - イングランド王（父王と共治、1170年 - 1183年）
2. マティルダ（1156年 - 1189年） - ザクセン公ハインリヒ（獅子公）妃
3. リチャード（1157年 - 1199年） - イングランド王（獅子心王）
4. ジェフリー（1158年 - 1186年） - ブルターニュ公ジョフロワ2世
5. エレノア（1162年 - 1215年） - カスティーリャ王アルフォンソ8世の王妃
6. ジョーン（1165年 - 1199年） - シチリア王グリエルモ2世の王妃、のちトゥールーズ伯レーモン6世の妃
7. ジョン（1167年 - 1216年） - イングランド王（欠地王）

### アリエノール・ダキテーヌの子孫
以下には、君主あるいはそれに準ずる人物の系譜のみを列記する。

#### シャンパーニュ伯妃マリーの子孫
- アンリ2世（1166年 - 1197年） - エルサレム王アンリ1世（妃のイザベル1世と共治）
- チボー3世（1179年 - 1201年）
  - チボー4世（1201年 - 1253年） - ナバラ王テオバルド1世

#### ブロワ伯妃アリックスの子孫
- ルイ1世（1172年 - 1205年） - ブロワ伯
- マルグリット（1170年 - 1230年） - ブロワ女伯

#### ザクセン公妃マティルダの子女
- オットー（1175年? - 1218年） - 神聖ローマ皇帝オットー4世

#### ブルターニュ公ジョフロワ2世の子女
- アルテュール（1187年 - 1203年） - ブルターニュ公アルテュール1世

#### カスティーリャ王妃レオノールの子女
- ベレンゲラ（1180年 - 1246年） - カスティーリャ女王
- ウラカ（1186年 - 1220年） - ポルトガル王アフォンソ2世妃
- ブランカ（1188年 - 1252年） - フランス王ルイ8世妃
- レオノール（1200年 - 1244年） - アラゴン王ハイメ1世妃
- エンリケ（1204年 - 1217年） - カスティーリャ王エンリケ1世

#### イングランド王ジョンの子女
- ヘンリー（1207年 - 1272年） - イングランド王ヘンリー3世
- ジョーン（1210年 - 1238年） - スコットランド王アレグザンダー2世妃
- イザベラ（1214年 - 1241年） - 神聖ローマ皇帝フリードリヒ2世后

## 「女帝」マリア・テレジア

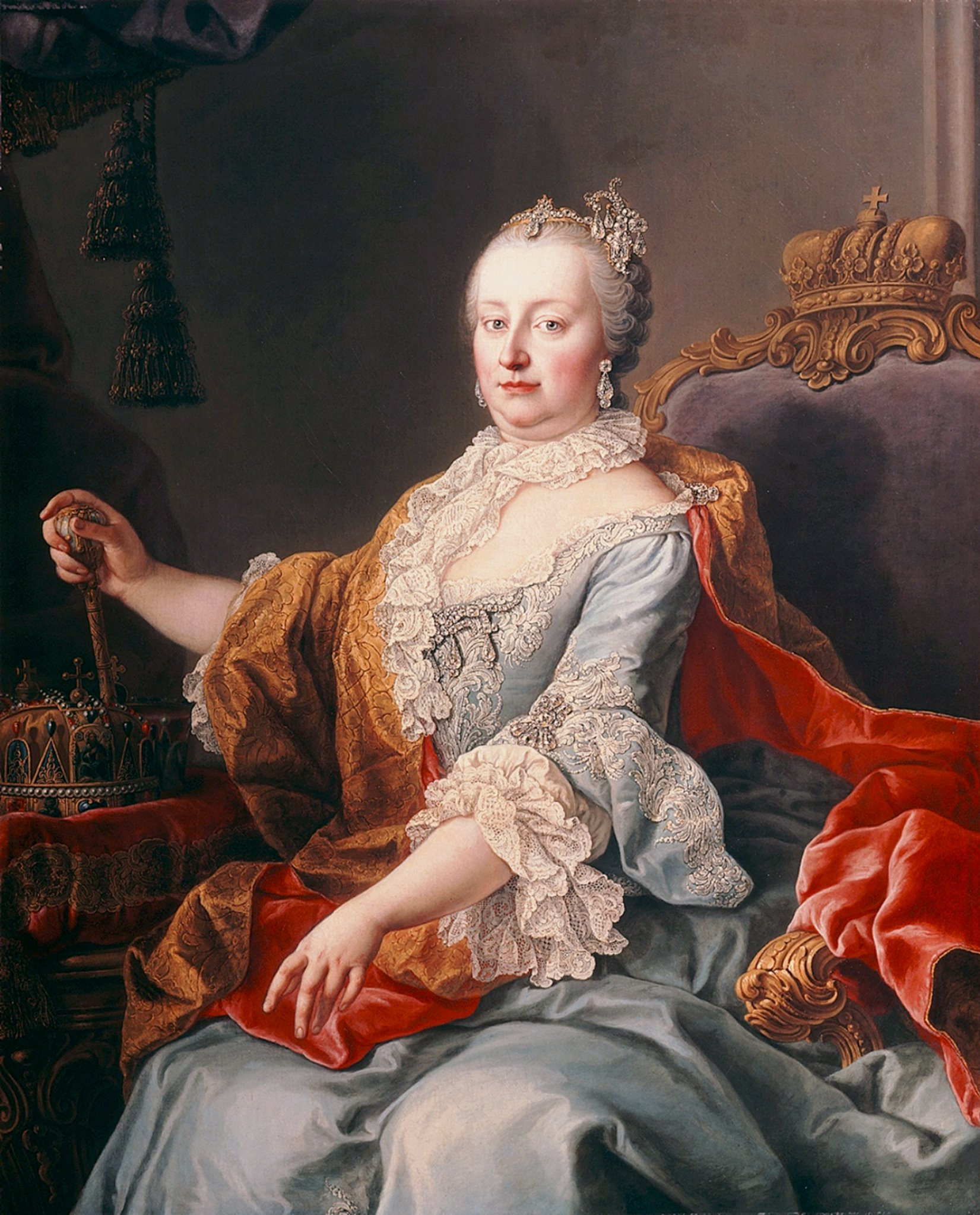
マリア・テレジア（1759年画）

マリア・テレジアは、神聖ローマ帝国の皇后であり「女帝」ではない。しかし、ハプスブルク家の家督を相続したため、王位・称号を多数有し、事実上の女帝として統治した。
マリア・テレジアは、子・孫の世代に多数の君主・妃を出し、またそれぞれの子孫同士でも婚姻が結ばれているため、ヨーロッパの曾祖母（英語：Great-Grandmother of Europe）とも呼ばれる。

### マリア・テレジアの子女
神聖ローマ皇帝フランツ1世シュテファンとの間に、5男11女がある。以下には、成人した4男6女を列記する。
- マリア・アンナ（1738年 - 1789年） - エリーザベト修道院に入る
- ヨーゼフ2世（1741年 - 1790年） - 神聖ローマ皇帝、ボヘミア王、ハンガリー王
- マリア・クリスティーナ（1742年 - 1798年） - テシェン公アルベルト・カジミールの妃
- マリア・エリーザベト（1743年 - 1808年） - インスブルック修道院長
- マリア・アマーリア（1746年 - 1804年） - パルマ公フェルディナンド妃
- レオポルト2世（1747年 - 1792年） - トスカーナ大公、のち神聖ローマ皇帝、ボヘミア王、ハンガリー王
- マリア・カロリーナ（1752年 - 1815年） - ナポリ王フェルディナンド4世（＝シチリア王フェルディナンド3世）妃
- フェルディナント（1754年 - 1806年） - オーストリア＝エステ大公
- マリア・アントーニア（1755年 - 1793年） - フランス王ルイ16世妃マリー・アントワネット
- マクシミリアン・フランツ（1756年 - 1801年） - ケルン大司教（選帝侯）

### マリア・テレジアの子孫
16人の子女のうち、10人が成人したが、そのうち子孫が繁栄したのはわずかに4人にすぎない。
唯一恋愛結婚を許された、愛娘マリア・クリスティーナには子が無かった。ヨーゼフ2世やマリー・アントワネットの子は夭折したり、子に恵まれず、その系譜は絶えた。末子マクシミリアン・フランツは聖職者になったため、他2人の娘は修道院に入ったため、結婚していない。
ともに10人以上の子に恵まれた、レオポルト2世と、ナポリ王妃マリア・カロリーナの子同士が結婚（いとこ婚）している。
以下には、君主あるいはそれに準ずる人物のみ列記する。なお、人名は原則としてドイツ語表記。

#### パルマ公妃マリア・アマーリアの系譜
- カロリーナ（1770年 - 1804年） - ザクセン公子マクシミリアン妃
  - フリードリヒ・アウグスト（1797年 - 1854年） - ザクセン王フリードリヒ・アウグスト2世
  - ヨハン（1801年 - 1873年） - ザクセン王ヨハン
    - マリア・エリーザベト（1830年 - 1912年） - ジェノヴァ公フェルディナンド妃
イタリア王ウンベルト1世妃マルゲリータの母。同国王ヴィットーリオ・エマヌエーレ3世の祖母。
    - フリードリヒ・アウグスト・ゲオルク（1832年 - 1904年） - ザクセン王

  - マリア・ヨーゼファ - （1803年 - 1829年） - スペイン王フェルナンド7世妃
- ルドヴィーコ（1773年 - 1803年） - エトルリア王ルドヴィーコ1世
  - カルロ（1799年 - 1883年） - エトルリア王カルロ2世

#### 神聖ローマ皇帝レオポルト2世の系譜

レオポルト2世とその家族

- マリア・テレジア（1767年 - 1827年） - ザクセン王アントン妃
- フランツ（1768年 - 1835年） - 神聖ローマ皇帝フランツ2世、オーストリア皇帝フランツ1世
  - マリア・ルイーゼ（1791年 - 1847年） - フランス皇帝ナポレオン1世后
  - フェルディナント（1793年 - 1875年） - オーストリア皇帝
  - マリア・レオポルディーネ（1797年 - 1826年） - ブラジル皇帝ペドロ1世の皇后 
    - マリア（1819年 - 1853年） - ポルトガル女王マリア2世
ポルトガル王ペドロ5世・同ルイス1世、ザクセン王ゲオルク妃マリア・アナ　の母。 ルーマニア王フェルディナンド1世の祖母。
    - ペドロ（1825年 - 1891年） - ブラジル皇帝ペドロ2世

  - マリア・クレメンティーネ（1798年 - 1881年） - サレルノ公レオポルド妃
  - カロリーネ・フェルディナンダ（1801年 - 1832年） - ザクセン王フリードリヒ・アウグスト2世妃
  - フランツ・カール・ヨーゼフ（1802年 - 1878年）
    - フランツ・ヨーゼフ（1830年 - 1916年） - オーストリア＝ハンガリー皇帝フランツ・ヨーゼフ1世
    - マクシミリアン（1832年 - 1867年） - メキシコ皇帝マクシミリアン1世
    - カール・ルートヴィヒ（1833年 - 1896年）
フランツ・フェルディナント大公の父、オーストリア皇帝カール1世の祖父
- フェルディナント（1769年 - 1824年） - トスカーナ大公フェルディナンド3世
  - マリア・テレーザ（1801年 - 1855年） - サルデーニャ王カルロ・アルベルト妃
    - ヴィットーリオ（1820年-1878年） - 初代イタリア王ヴィットーリオ・エマヌエーレ2世
    - フェルディナンド（1822年-1855年） - ジェノヴァ公
- マリア・クレメティーネ（1777年 - 1801年） - 両シチリア王フランチェスコ1世妃

#### ナポリ王妃マリア・カロリーナの系譜

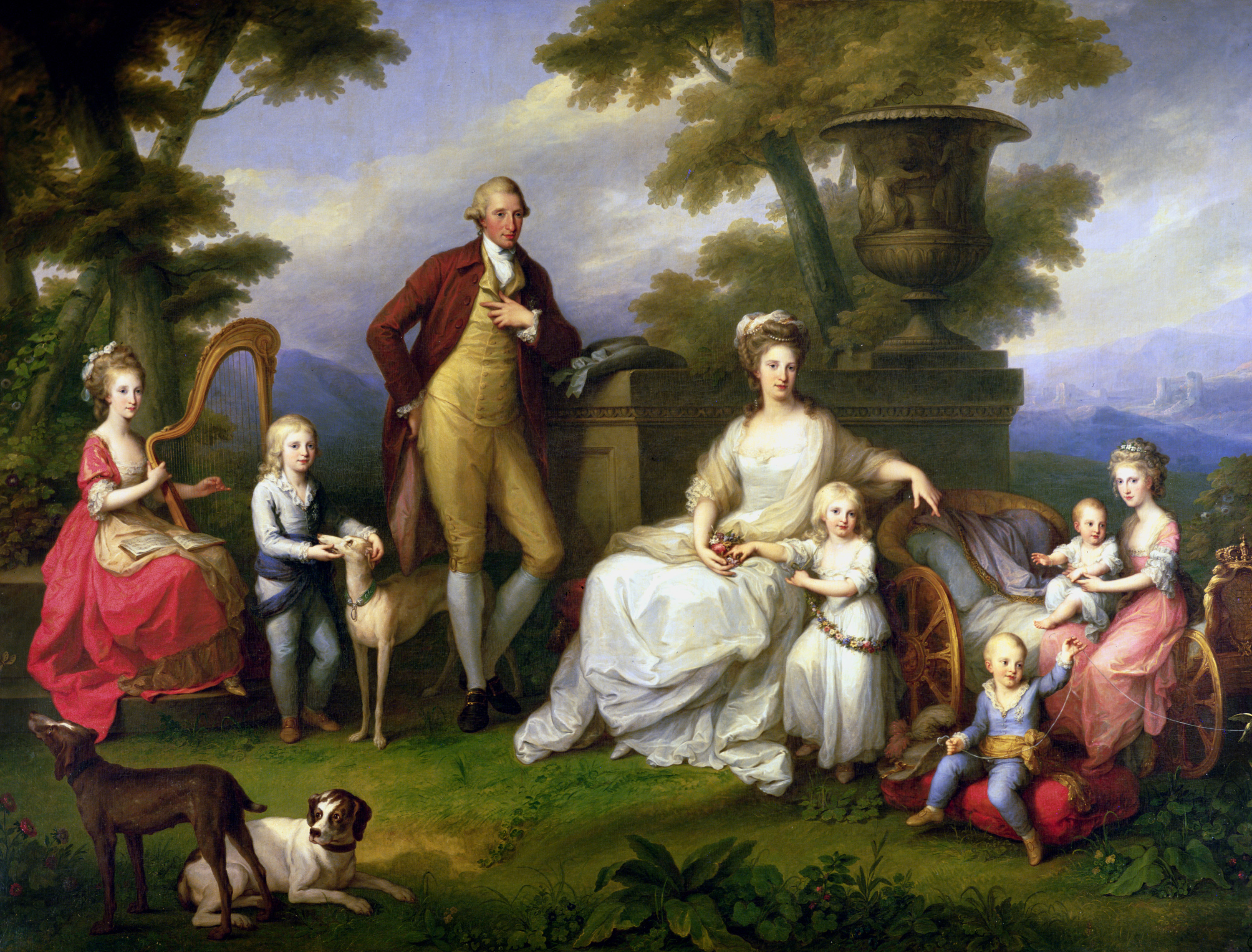
マリア・カロリーナとその家族

既出の人物については、前節を参照。以下、人名は各言語表記。
- マリア・テレーザ（1772年 - 1807年） - オーストリア皇帝フランツ1世后
- マリア・ルイーザ（1773年 - 1802年） - トスカーナ大公フェルディナンド3世妃
- フランチェスコ（1777年 - 1830年） - 両シチリア王フランチェスコ1世
  - マリア・クリスティーナ（1806年 - 1878年） - スペイン王フェルナンド7世妃
    - イサベル - スペイン女王イサベル2世

  - フェルディナンド（1810年 - 1859年） - 両シチリア王フェルディナンド2世
  - マリア・アントーニア（1814年 - 1898年） - トスカーナ大公レオポルド2世妃
  - マリア・アマーリア（1818年 - 1857年） - ポルトガル王子・スペイン王子セバスティアン・ガブリエル妃
  - テレサ・クリスティーナ（1822年 - 1889年） - ブラジル皇帝ペドロ2世后
- マリーア・クリスティーナ（1778年 - 1849年） - サルデーニャ王カルロ・フェリーチェ妃
- マリーア・アマーリア・テレーザ（1782年 - 1866年） - フランス王ルイ・フィリップ妃 
  - フェルディナン・フィリップ（1810年 - 1842年） - オルレアン公
  - ルイーズ＝マリー（1812年 - 1850年） - ベルギー国王レオポルド1世妃
    - レオポルド（1835年 - 1909年） - ベルギー国王レオポルド2世
娘 ステファニーは オーストリア皇太子ルドルフに嫁ぐ。
    - マリー＝シャルロット（1840年 - 1927年） - メキシコ皇帝マクシミリアン后

  - マリー（1813年 - 1839年） - ヴュルテンベルク公アレクサンダー妃
- マリア・アントーニア（1784年 - 1806年） - スペイン王フェルナンド7世妃
- レオポルド（1790年 - 1851年）- サレルノ公

#### オーストリア＝エステ大公フェルディナントの系譜
オーストリア＝エステ家の始祖。
- マリア・テレジア （1773年 - 1832年） - サルデーニャ王ヴィットーリオ・エマヌエーレ1世妃
- マリア・ルドヴィカ （1787年 - 1816年） - オーストリア皇帝フランツ1世后

## 英国女王ヴィクトリア

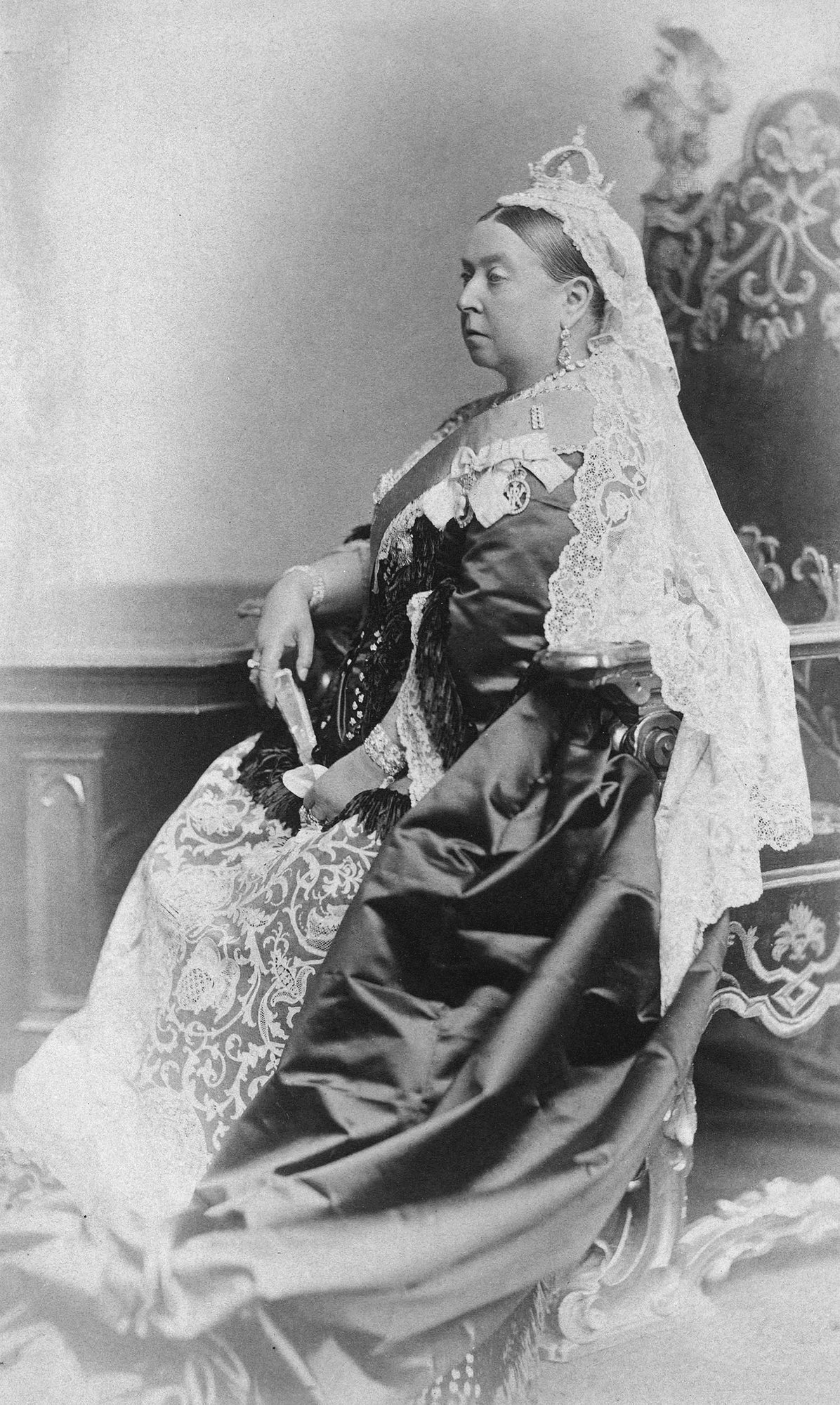
ヴィクトリア女王（1887年撮影）

### ヴィクトリア女王の子女
アルバート公との間に4男5女がいる。
1. ヴィクトリア（1840年 - 1901年） -  ドイツ皇帝フリードリヒ3世妃
2. エドワード（1841年 - 1910年） - 英国王エドワード7世
3. アリス（1843年 - 1878年） -  ヘッセン大公ルートヴィヒ4世妃
4. アルフレッド（1844年 - 1900年） -  ザクセン＝コーブルク＝ゴータ公、エディンバラ公
5. ヘレナ（1846年 - 1922年） -  シュレースヴィヒ＝ホルシュタイン公子フリードリヒ・クリスティアン・カール夫人
6. ルイーズ（1848年 - 1939年） - アーガイル公ジョン・ダグラス・サザーランド・キャンベル夫人
7. アーサー（1850年 - 1942年） -  コノート公
8. レオポルド（1853年 - 1884年） -  オールバニ公
9. ベアトリス（1857年 - 1944年） -  バッテンベルク公ハインリヒ・モーリッツ妃

### ヴィクトリア女王の孫

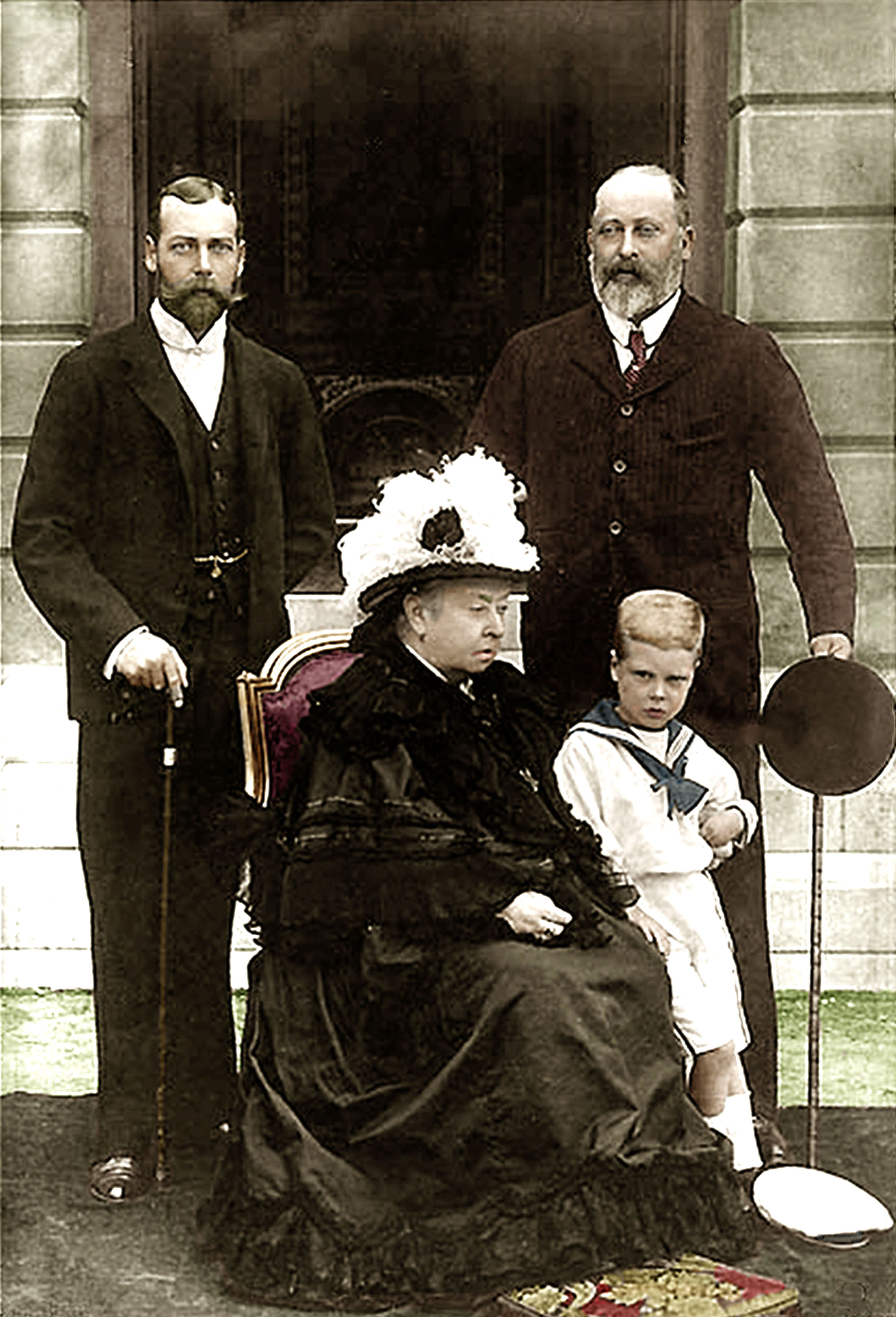
4代の君主。左から、ジョージ5世、女王、エドワード7世、エドワード8世

ヴィクトリア女王は、突然変異により血友病保因者であった。そのため、欧州各国の王家で血友病を発病した男子が誕生し、様々な悲劇をもたらした。特に、女王の曾孫にあたるロシア皇太子アレクセイの治療のため、皇帝夫妻はラスプーチンの専横を許す事態となり、ロシア革命の遠因となったことが著名である。なお、現在までに、血友病の血統は絶えている。
以下には、君主あるいはそれに準ずる人物のみ列記する。

#### ドイツ皇后ヴィクトリアの子女
- フリードリヒ・ヴィルヘルム（1859年 - 1941年） - ドイツ皇帝ヴィルヘルム2世
- ヴィクトリア（1860年 - 1919年） - ザクセン＝マイニンゲン公ベルンハルト3世妃
- ゾフィー（1870年 - 1932年） - ギリシャ王コンスタンティノス1世妃
- マルガレーテ（1872年 - 1954年） - フィンランド王カールレ1世（＝ヘッセン選帝侯家家長フリードリヒ・カール）妃

#### 英国王エドワード7世の子女
- ジョージ（1865年 - 1936年） - 英国王ジョージ5世
エドワード8世、ジョージ6世、ヘアウッド伯爵夫人メアリー、グロスター公ヘンリー、ケント公ジョージの父。
- モード（1869年 - 1938年） - ノルウェー王ホーコン7世妃
長男はノルウェー王オーラヴ5世（1903年 - 1991年）。

#### ヘッセン大公妃アリスの子女

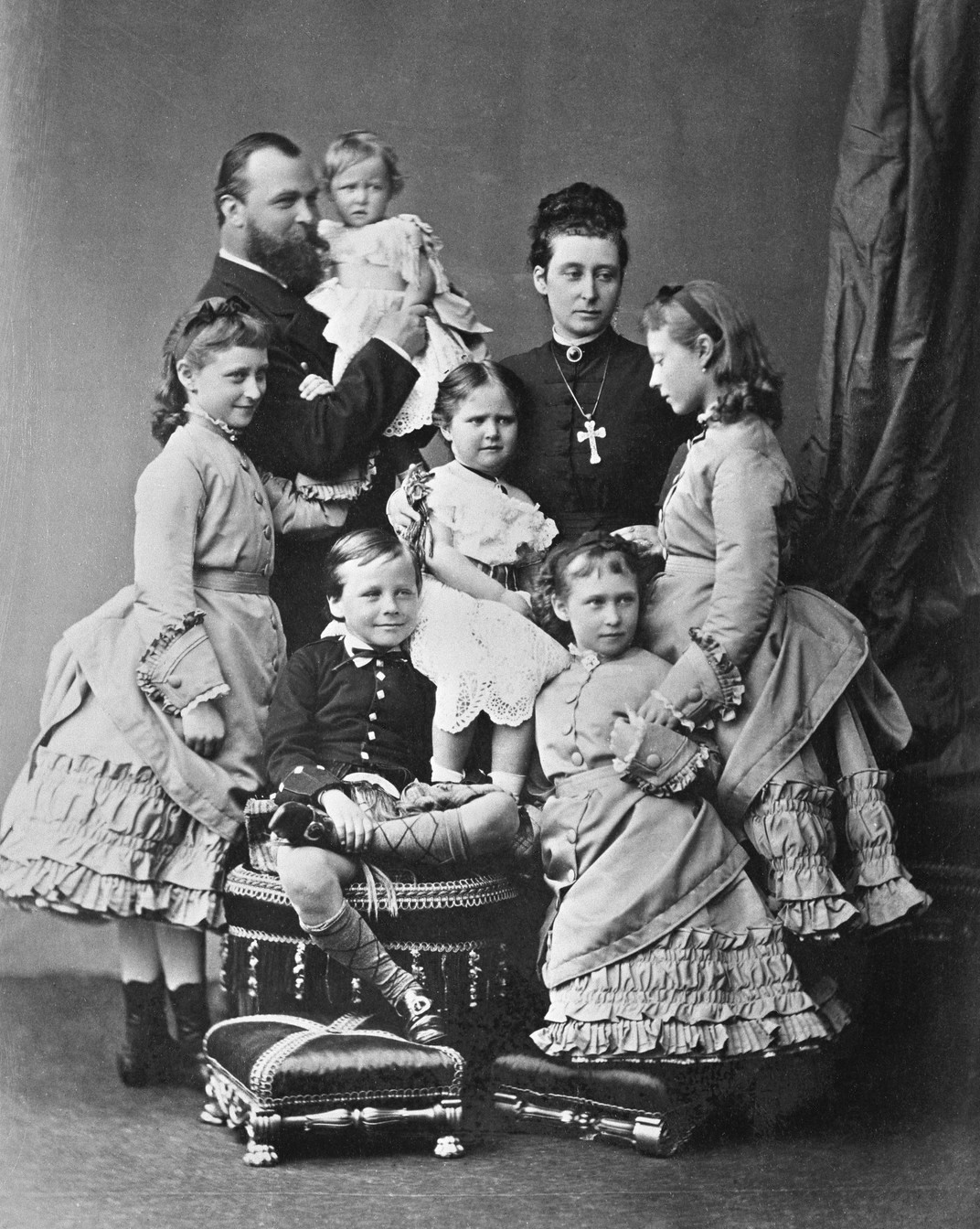
ヘッセン大公一家（1876年撮影）

- ヴィクトリア・アルベルタ（1863年 - 1950年） - ミルフォード＝ヘイヴン侯爵夫人
スウェーデン国王グスタフ6世アドルフ妃ルイーズの母。
英国女王エリザベス2世の夫君：エディンバラ公フィリップの祖母。
- エルンスト・ルートヴィヒ（1868年 - 1937年） - ヘッセン大公
- エリーザベト（1864年 - 1918年）- ロシア皇族セルゲイ大公妃
- ヴィクトリア・アリックス（1872年 - 1918年） - ロシア皇帝ニコライ2世の皇后アレクサンドラ
- イレーネ（1866年- 1953年） - 上記アルベルト・ヴィルヘルム・ハインリヒ妃

#### エディンバラ公アルフレッドの子女
- メアリー（1875年 - 1938年） - ルーマニア王フェルディナンド1世妃
- ヴィクトリア・メリタ（1876年 - 1936年） - ヘッセン大公エルンスト・ルートヴィヒ妃、のちロシア大公キリル・ウラジーミロヴィチ妃

#### コノート公アーサーの子女
- マーガレット（1882年 - 1920年） - スウェーデン王グスタフ6世アドルフの最初の妃
現スウェーデン国王カール16世グスタフの父方の祖母。
現デンマーク女王マルグレーテ2世の祖母。

#### オールバニ公レオポルドの子女
- カール・エドゥアルト（1884年 - 1954年） - ザクセン＝コーブルク＝ゴータ公
現スウェーデン国王カール16世グスタフの母方の祖父。

#### バッテンベルク公妃ベアトリスの子女
- ヴィクトリア・ユージェニー（1887年 - 1969年） - スペイン王アルフォンソ13世王妃。
現スペイン国王フェリペ6世の曽祖母